# Mercy Wanjiru
Mercy Wanjiru Gitahi (* 28. März 1993) ist eine kenianische Leichtathletin, die sich auf den Hindernislauf spezialisiert hat.

## Sportliche Laufbahn
Erste internationale Erfahrungen sammelte Mercy Wanjiru bei den Afrikaspielen 2019 in Rabat, bei denen sie in 9:37,53 min die Silbermedaille hinter der Äthiopierin Mekides Abebe gewann. Anschließend belegte sie bei den Militärweltspielen in Wuhan in 9:39,58 min den vierten Platz. 2024 gelangte sie bei den Afrikameisterschaften in Douala mit 9:52,75 min auf den sechsten Platz.
2024 wurde Wanjiru kenianische Meisterin im 5000-Meter-Lauf sowie über 3000 m Hindernis.

## Persönliche Bestzeiten
- 1500 Meter: 4:14,14 min, 16. Juli 2019 in Sotteville-lès-Rouen
- 5000 Meter: 15:06,92 min, 13. Juli 2019 in Kortrijk
- 3000 m Hindernis: 9:25,85 min, 22. Juni 2019 in Nairobi